# Stefek Burczymucha
Stefek Burczymucha – wiersz dla dzieci Marii Konopnickiej opublikowany w 1895 roku w zbiorze Szczęśliwy światek.
Wiersz opowiada o chłopcu, który lubił się przechwalać i popisywać swoją rzekomą odwagą. Kiedy jednak pewnego dnia obudziła go mysz, uciekł przerażony sądząc, że to jakaś groźna bestia.